# Katarzyna Zielińska-Jaworska
Katarzyna Maria Zielińska-Jaworska (ur. 8 września 1981 w Warszawie) – polska aktorka teatralna i filmowa.

## Życiorys
W 2005 roku ukończyła studia na Wydziale Aktorskim Akademii Teatralnej w Warszawie. W latach 2005–2015 występowała w Teatrze Powszechnym w Warszawie.

## Filmografia
- 2002: Samo życie jako uczennica CVIII Liceum Ogólnokształcącego, którego dyrektorem był Henryk Rowicki
- 2004: Pręgi
- 2004: M jak miłość jako koleżanka Kingi
- 2005: Oda do radości jako Baśka
- 2005–2007: Magda M. jako Jola, podopieczna fundacji
- 2005: Klinika samotnych serc jako Elżbieta, koleżanka Mirosławy Stolarek, sekretarki w biurze matrymonialnym „Serenada”)
- 2005: Dziki 2. Pojedynek jako Sabina
- 2006: Wszyscy jesteśmy Chrystusami jako studentka Adasia
- 2006: Tylko mnie kochaj jako kobieta w przejściu
- 2006: Mrok jako Sylwia, żona Filipa
- 2006–2007: Kopciuszek jako Renata
- 2006: Egzamin z życia jako Lea Ossowska
- 2006: Ale się kręci jako Bronka
- 2007: Regina jako pielęgniarka
- 2007: M jak miłość jako studentka
- 2007: Faceci do wzięcia
- 2007: Klan jako Sławomira Drożdżak, sprzątaczka w firmie kosmetycznej „Face Cream” należącej do Beaty Boreckiej
- 2008: Doręczyciel jako nauczycielka
- 2008–2009, 2020–2022: BrzydUla jako Ela, bufetowa w „Febo & Dobrzański Fashion”
- 2009: Lunatycy jako sekretarka
- 2010: Nie ten człowiek jako pielęgniarka
- 2012−2014: Prawo Agaty jako pielęgniarka Emilia Miedziejewska (odc. 2, 56 i 57)
- 2012: Jesteś Bogiem jako dziennikarka
- 2013–2020: Barwy szczęścia jako Diana Harnaś
- 2014: Słodkie życie jako Marysia (odc. 12)
- 2014: Dzwony wojny jako radiolożka (odc. 2, 4)
- 2014: Arbiter uwagi jako Marianna
- 2015: Nie rób scen jako Mona (odc. 6)
- 2017: O mnie się nie martw jako Ilona Górecka, matka Antka (odc. 83)
- 2017: Druga szansa jako Urszula Kołodziejczyk, była pacjentka Wojtasiuka (odc. 50)
- 2018: Dziewczyny ze Lwowa jako kelnerka
- 2018−2019: Diagnoza jako wychowawczyni z przedszkola (odc. 29, 31, 34, 41)
- 2018: 7 uczuć jako mama Zosi
- 2019: Żmijowisko jako prostytutka (odc. 3)
- 2020: W głębi lasu jako Iza Mostowicz, asystentka Kopińskiego
- 2022: Komisarz Alex jako Dorota Smuk (odc. 226)
- 2023: Przyjaciółki jako Marzena
- 2024: 48h. Zaginieni
- 2025: Porządny człowiek jako Ola, wychowawczyni Jaśka